# 梅雨田
梅雨田（1869年—1912年），在北京出生長大，祖籍江蘇，京劇琴師，以與譚鑫培的合作見知於世，人稱梅大瑣。
譚鑫培最早問世的1批京劇唱片是他的操琴作品，鼓師是李奎林。
茹莱卿是他的京劇胡琴（京胡）學生。
梅蘭芳是他的侄子。
1. ↑  梅兰芳述；许姬传记. . 北京: 人民文学出版社. 1957: 92.